# Apulanta
Apulanta je finská rocková hudební skupina, která vznikla v roce 1991, jejíž členové byli v době založení ve věku teenagerů.
Kapela se ve svých počátcích specializovala převážně na variace punku, ska a metalu, aby se později přehoupla do chytlavějšího, spíše rádiového stylu, nutno však podotknout, že do současnosti mezi těmito dvěma extrémy víceméně kolísá. Nejnovější skladby v sobě kombinují melodické a chytlavé refrény spolu s těžšími kytarovými riffy.
Průlom přišel v roce 1996 s hitovkou Mitä kuuluu z alba "Hajonnut EP" následovanou písní Anna mulle piiskaa. Od tohoto okamžiku důsledně a pravidelně plní přední příčky hudebních žebříčků a nadále patří k nejúspěšnějším rockovým kapelám Finska. Teit meistä kauniin je jedním z nejprodávanějších singlů všech dob a současný hit Koneeseen kadonnut slaví taktéž velký úspěch. K lednu 2006 16 jejich singlů a 8 alb dosáhlo čísla 1 finských hitparád. Překvapivě ovšem zatím nezískali žádnou finskou cenu Emma (ekvivalent Grammy), neboť jejich nahrávací společnost Levy-yhtiö není členem – ja kuvatallennetuottajat ÄKT ry (zástupce IFPI), což ovšem umožnilo to, aby alba vydaná společností Levy-yhtiö byla prodávána za nižší cenu než ta, vydaná společnostmi, jež jsou členy asociace ÄKT. Koncem roku 2006 byla Apulanta překvapivě nominována v kategorii „Nejlepší hudební DVD“ cenou Emma za své DVD Kesäaine.
V září roku 2009 členové Apulanty založili vlastní nezávislý label. Päijät-Hämeen Sorto ja Riisto ("Päijänne Tavastian Útlak a vykořisťování"). Od svých počátků se labelu zatím podařilo pod svá křídla získat popovou zpěvačku Kaiju Koo, a to roku 2010. V únoru 2011 společnost poodhalila skutečnost, že hodlají zastupovat nového a perspektivního umělce, jehož jméno zatím nebylo zveřejněno.
Skupinu v současné době představují její zakládající členové Toni Wirtanen (hlavní vokály/kytara) a Simo Santapukki (bicí), k nimž přibyl Sami Lehtinen (basová kytara), jenž nahradil předchozího člena Tuukku Temonena.

## Pódiová vystoupení
Apulanta je velmi známá pro svá energická vystoupení. Absolvovali mnohá vystoupení v kostýmech shodných s výzdobou pódia. Příkladem uvádíme koncert z roku 1995 kdy skupina zahrála na playback v Listě, kdy si Toni oblékl dámské spodní prádlo a Tuukka kalhoty z PVC. Roku 1998 vystoupila kapela v soutěži Jyrki Hit Challenge, kde proti sobě bojovali svými hudebními nástroji, oděni pouze v plavkách a pěně na holení. Na turné v roce 2003 a 2004 se vydali v rytířské zbroji. Stejně jako jejich živá vystoupení, může být i vztah s fanoušky popsán jako mimořádný.
Jednou dokonce zahráli cover písně Blitzkrieg Bop skupiny Ramones čistě proto, že byli fanouškem požádáni. Seznamy skladeb se při koncertech mění z toho důvodu, že kapela dává možnost svým fanouškům šanci zahrát na přání. Většinou tedy vznikne prostor pro dvě až šest písní, kdy se přání, aby tyto songy byly zahrány, diváci křikem sdělí Tonimu. Obvykle jsou to písně starší, které skupina již tak často živě nehraje. Jeden z fandů z publika měl také příležitost si v přídavku s kapelou zahrát na kytaru. Během turné v zimě roku 2005 rozdával Wirtanen před koncertem v Helsinkách fanouškům zmrzlinu z čistého popudu a slibu, jenž učinil. V létě roku 2006 dovolila Apulanta svému americkému fanouškovi (notoricky známému jako MF Elie), aby pro kapelu pracoval, neboť jak jim vysvětlil, budilo by to dobrý dojem v jeho přihlášce na vysokou školu.
Nejnovější album skupiny z 5. listopadu 2008 (v pořadí již desáté) nese název Kuutio (kuinka aurinko voitettiin).

## Členové

### Současní členové
- Toni Wirtanen – přední vokály a kytara (+ basová kytara 1991-1992) (1991–)
- Simo ”Sipe” Santapukki – bicí a doprovodné vokály (1991–)
- Sami ”Parta-Sami” Lehtinen – basová kytara a doprovodné vokály (kytara na turné 2001-2004) (2005–)

### Bývalí členové
- Antti Lautala – přední vokály a kytara (+ basová kytara 1991-1992) (1991–1994)
- Amanda ”Mandy” Gaynor – basová kytara, trombón a vokály (1992–1993)
- Tuukka Temonen – basová kytara (1993–2004)
- Jani Törmälä – kytara na turné (1997, 1998, 2000)
- Sami Yli-Pihlaja – kytara na turné (1998–1999, 2000)
- Marzi Nyman – kytara na turné (2000)
- Markus "Masi" Hukari – kytara na turné (2001)

## Diskografie

### Studiová alba
- Attack of the A.L. People (1994)
- Ehjä (1996)
- Kolme (1997)
- Aivan kuin kaikki muutkin (1998)
- Plastik (2000)
- Heinola 10 (2001)
- Hiekka (2002)
- Kiila (2005)
- Eikä vielä ole edes ilta (2007)
- Kuutio (kuinka aurinko voitettiin) (2008)
- Kaikki kolmesta pahasta (2012)
- Kunnes siitä tuli totta (2015)
- Sielun kaltainen tuote (2022)

### Singly
- Attack of the A.L. People (1994)
- Ehjä (1996)
- Kolme (1997)
- Aivan kuin kaikki muutkin (1998)
- Plastik (2000)
- Heinola 10 (2001)
- Hiekka (2002)
- Kiila (2005)
- Eikä vielä ole edes ilta (2007)
- Kuutio (kuinka aurinko voitettiin) (2008)
- Ravistettava Ennen Käyttöä (2009)
- Kaikki Sun Pelkosi (promo) (2009)
- Vääryyttä!!1! (2011)
- Zombeja! (2011)
- Pihtiote (2012)
- Aggressio (2012)
- Poltettu Karma (2013)
- Mä Nauran Tälle (2013)
- Palava Pensas (2016)
- Toinen Jumala (2018)
- Elämänpelko (2018)
- 60 Uutta Ongelmaa (2020)
- 3D-Kriisit (2021)
- 9 Väärää Kättä (2022)

### VHS/DVD
- Musta hevonen (VHS, 1997)
- Tohtori Halla ja mustempi hevonen (VHS, 1999)
- Mustin hevonen (VHS, 1999)
- Liikkuvat kuvat (VHS/DVD, 2002)
- Kesäaine (DVD, 2006)
- Karaoke DVD-1 (DVD, 2009)
- Kosto kaikista vuosista (DVD, 2015)